# Тасуев, Адлан
Адлан Тасуев (род. Чечня) — белорусский борец вольного стиля, победитель и призёр международных турниров, чемпион Белоруссии 2022 года, участник чемпионата Европы по борьбе 2017 года. Выступает в средней весовой категории (до 86 кг). На чемпионате Белоруссии 2022 года Тасуев в полуфинале при счёте 2:2 по последнему действию победил Аркадия Погосяна (Витебск), а в финале победил Алексея Руденко из Гомеля. На чемпионате Европы 2017 года Тасуев занял 14-е место.